# Ушебти
Ушебти (срещат се и като „шабти“) са древни египетски погребални фигурки във вид на мумии на хора със скръстени на гърдите ръце или държащи някакви сечива, които са се поставяли в гробниците.
Предназначението им е да съпроводят мъртвия в отвъдния свят и да изпълняват там различна работа вместо господаря си. Използват се от времето на Средното царство до края на управлението на Птолемеите, близо 2000 г. по-късно.
Обикновено това са малки фигурки, изработвани от дърво или от меки минерали – алабастър и стеатит. Понякога покриват пода около саркофага. Количеството на поставяните ушебти варира от няколко десетки до няколкостотин.